# Allen Crabbe
Allen Lester Crabbe III (Los Angeles, 4 aprile 1992) è un ex cestista statunitense.

## Carriera
Dopo tre stagioni in NCAA con i California Golden Bears, di cui l'ultima chiusa con oltre 18 punti di media, viene scelto alla trentunesima chiamata del Draft 2013 dai Cleveland Cavaliers; successivamente viene ceduto ai Portland Trail Blazers in cambio di due future seconde scelte al draft.

## Statistiche

### NBA

#### Stagione regolare
| Anno     | Squadra             | PG  | PT  | MP   | TC%  | 3P%  | TL%  | RP  | AP  | PRP | SP  | PP   |
| -------- | ------------------- | --- | --- | ---- | ---- | ---- | ---- | --- | --- | --- | --- | ---- |
| 2013-14  | Portland T. Blazers | 15  | 0   | 6,7  | 36,4 | 42,9 | 75,0 | 0,6 | 0,4 | 0,1 | 0,1 | 2,2  |
| 2014-15  | Portland T. Blazers | 51  | 9   | 13,4 | 41,2 | 35,3 | 75,0 | 1,4 | 0,8 | 0,4 | 0,3 | 3,3  |
| 2015-16  | Portland T. Blazers | 81  | 8   | 26,0 | 45,9 | 39,3 | 86,7 | 2,7 | 1,2 | 0,8 | 0,2 | 10,3 |
| 2016-17  | Portland T. Blazers | 79  | 7   | 28,5 | 46,8 | 44,4 | 84,7 | 2,9 | 1,2 | 0,7 | 0,3 | 10,7 |
| 2017-18  | Brooklyn Nets       | 75  | 68  | 29,3 | 40,7 | 37,8 | 85,2 | 4,3 | 1,6 | 0,6 | 0,5 | 13,2 |
| 2018-19  | Brooklyn Nets       | 43  | 20  | 26,3 | 36,7 | 37,8 | 73,2 | 3,4 | 1,1 | 0,5 | 0,3 | 9,6  |
| 2019-20  | Atlanta Hawks       | 28  | 1   | 18,6 | 36,4 | 32,3 | 75,0 | 2,3 | 1,0 | 0,5 | 0,1 | 5,1  |
| 2019-20  | Minnesota T'wolves  | 9   | 0   | 14,6 | 32,4 | 23,1 | 50,0 | 1,3 | 0,6 | 0   | 0   | 3,2  |
| Carriera | Carriera            | 381 | 113 | 24,0 | 42,5 | 38,7 | 83,1 | 2,8 | 1,1 | 0,6 | 0,3 | 9,1  |

#### Play-off
| Anno     | Squadra             | PG | PT | MP   | TC%  | 3P%  | TL%  | RP  | AP  | PRP | SP  | PP  |
| -------- | ------------------- | -- | -- | ---- | ---- | ---- | ---- | --- | --- | --- | --- | --- |
| 2015     | Portland T. Blazers | 2  | 1  | 19,5 | 80,0 | 100  | 0    | 1,5 | 0,5 | 1,0 | 0,5 | 5,0 |
| 2016     | Portland T. Blazers | 11 | 0  | 27,5 | 52,1 | 42,9 | 73,7 | 2,9 | 1,4 | 0,6 | 0,1 | 9,5 |
| 2017     | Portland T. Blazers | 4  | 0  | 23,0 | 37,5 | 23,1 | 33,3 | 3,0 | 0,5 | 0,3 | 0   | 5,5 |
| Carriera | Carriera            | 17 | 1  | 25,5 | 50,0 | 40,0 | 68,2 | 2,8 | 1,1 | 0,6 | 0,1 | 8,1 |

### NBA Development League
| Anno     | Squadra        | PG | PT | MP   | TC%  | 3P%  | TL%  | RP  | AP  | PRP | SP  | PP   |
| -------- | -------------- | -- | -- | ---- | ---- | ---- | ---- | --- | --- | --- | --- | ---- |
| 2013-14  | Idaho Stampede | 6  | 6  | 38,5 | 41,1 | 31,6 | 75,0 | 6,7 | 1,2 | 1,0 | 0,8 | 16,0 |
| Carriera | Carriera       | 6  | 6  | 38,5 | 41,1 | 31,6 | 75,0 | 6,7 | 1,2 | 1,0 | 0,8 | 16,0 |